# Joseph Kittinger
Joseph William "Joe" Kittinger II, född 27 juli 1928 i Tampa, Florida, död 9 december 2022 i Orlando, Florida, var en amerikansk flygvapenofficer, pilot, fallskärmshoppare och ballongflygare. Han hade fram till år 2012 rekordet för att ha hoppat fallskärm från högst höjd, då han den 16 augusti 1960 hoppade från en ballong på en höjd av 31 300 meter. Rekordet stod sig i 52 år och slogs 14 oktober 2012. Kittinger var även den förste som soloflög över Atlanten i en luftballong.

## Unga år
Joseph Kittinger växte upp och gick i skola i Florida och läste även vid University of Florida. 1950 blev han officer i USA:s flygvapen och placerades vid 86:th Fighter-Bomber Wing i Västtyskland. 1954 blev han förflyttad till Holloman Air Force Base och Air Force Missile Development Center (AFMDC) där han fick flyga observationsflygplan. Han ansågs som en skicklig pilot och fick erbjudande om tjänstgöring med rymdflygningstester.

## Projekt Excelsior
I Projekt Excelsior testades människan vid uthopp med fallskärm från höga höjder. Kittinger åkte upp i en gondol som hängde under heliumballongerna Excelsior I, II och III och gjorde tre hopp från olika höjder. Det första hoppet från Excelsior I på 27900 meters höjd skedde i november 1959. Det höll på att bli en katastrof eftersom Kittinger blev medvetslös men han räddades av en självutlösande fallskärm.
Hopp nummer två skedde från Excelsior II på 22769 meters höjd tre veckor senare.
16 augusti 1960 steg Joseph Kittinger upp till 31330 meter med Excelsior III innan han hoppade. Detta hopp var till och med den 14 oktober 2012 världens högsta fallskärmshopp då det slogs av österrikaren Felix Baumgartner. Dessutom satte han rekord i fritt fall både vad gäller längd och tid. Kittinger föll fritt i 4 minuter och 36 sekunder och med en högsta hastighet av 989 km/h innan han öppnade fallskärmen på 5500 meters höjd.

## Galleri

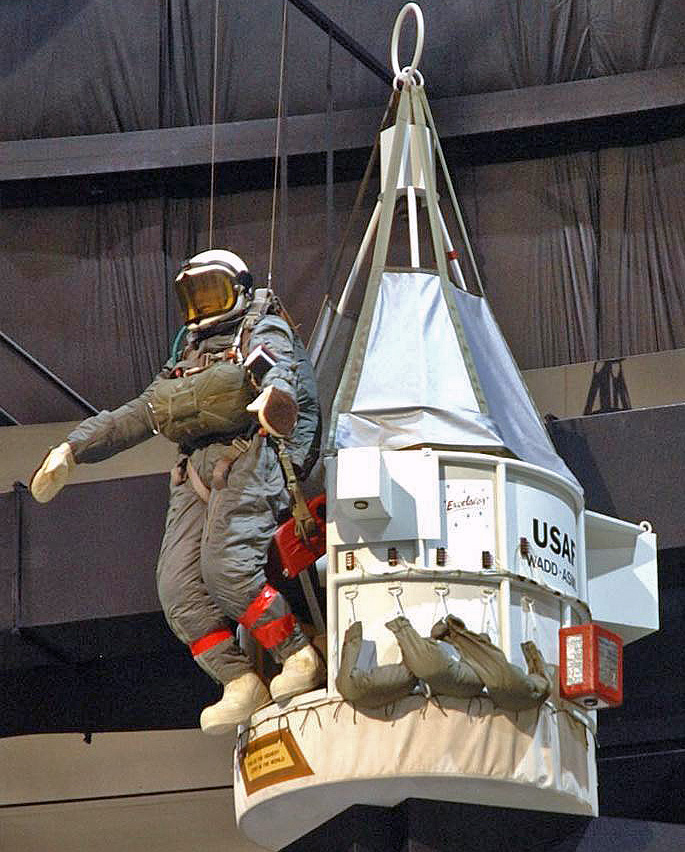
En replika av Excelsior gondolen med en docka iklädd Kittingers fallskärmsdräkt vid National Museum of the United States Air Force.
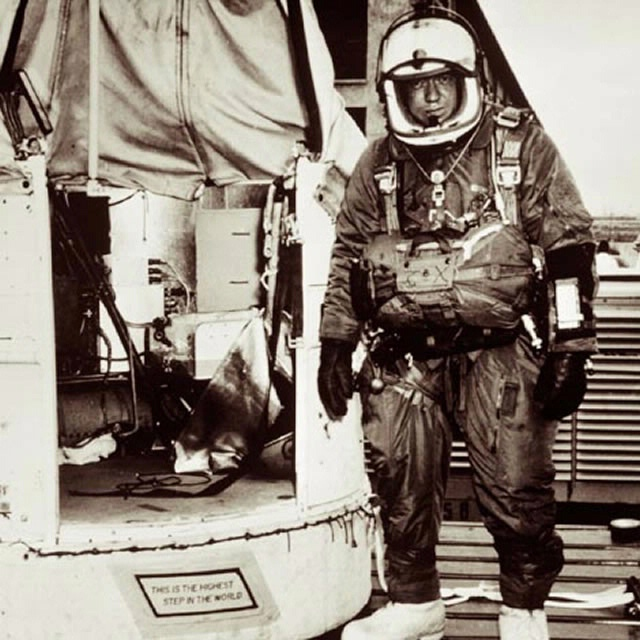
Joseph Kittinger vid Excelsior gondolen 2 juni 1957.
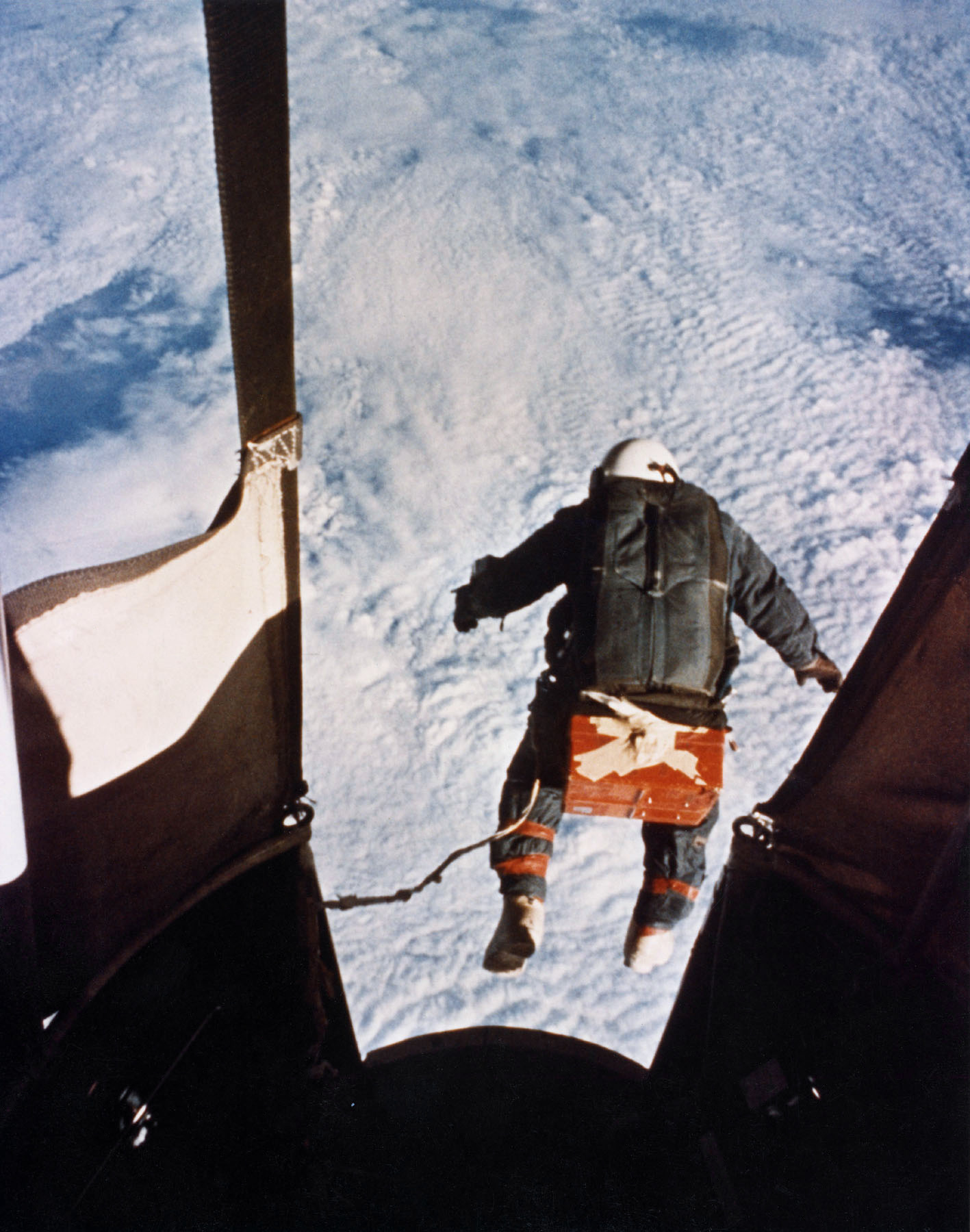
Kittingers rekordhopp

## Senare karriär
Joe Kittinger deltog senare i Vietnamkriget som stridspilot. Han gjorde tre tjänstgöringsperioder och blev nedskjuten i sitt F-4 Phantom 11 maj 1972. I elva månader satt han i det beryktade fånglägret Hanoi Hilton innan han fick återvända hem.
Kittinger pensionerades 1978 med överstes grad men ballongflygning fortsatte att intressera honom. År 1984 blev han första person som soloflög över Atlanten med luftballong i heliumballongen Rosie O’Grady’s Balloon of Peace.

## Utmärkelser
- Harmontrofén,  1959[10]
- Paul Harris Fellow,  1985[11]
- International Space Hall of Fame,  1989[12][13]
- National Aviation Hall of Fame,  1997[11][2]
- Michael Collins Trophy,  2008[14]
- National Defense Service Medal[11]
- Vietnam Service Medal[11]
- Legionär av Legion of Merit[11]
- Air and Space Longevity Service Award[15]
- Vietnams tapperhetskors[11]
- Marksmanship Ribbon[15]
- Sydvietnams kampanjmedalj[11]
- Army of Occupation Medal[11]
- Air Force Outstanding Unit Award[11]
- Bronze Star, med  "V" device[11]
- Distinguished Flying Cross[11]
- Legion of Merit[11]
- Prisoner of War Medal[11]
- Purpurhjärtat[11]
- Air Medal[11]
- Meritorious Service Medal[11]
- Presidential Unit Citation[11]
- Air Force Commendation Medal[15]
- Silver Star[11]

[Redigera Wikidata]